# Каменко Суботић
Каменко Суботић (Вуковар, 9. септембар 1870 — Нови Сад, 14. октобар 1932) био је српски књижевник, новинар, историчар и библиотекар.

## Биографија
Основну школу завршио је у Лединцима, а гимназију у Сремским Карловцима. Студирао је на Филозофском факултету у Загребу, Прагу и Грацу, где је и докторирао.
У Свеучилишној библиотеци у Загребу био асистент (1894-1895), а као земаљски стипендиста радио у библиотекама и Царском архиву у Бечу (1895-1896). Потом постављен за суплента у Реалној гимназији у Сремској Митровици (1896-1899), где је предавао историју, географију и српски језик. Потом се сели код оца у Батајницу, где ради као дописник загребачког Србобрана.
За време владе Владана Ђорђевића радио у Пресбироу Министарства иностраних дела Краљевине Србије (1900-1901) и био је библиотекар Велике школе (1901-1902). У Београду је уредио библиотеку Цвијићевог Географског завода и почео да уређује библиотеку Правног факултета.
Од младости се бавио новинарством. У Загребу уређивао Омладину (1894-1895), а током студија у Прагу издавао је Српско цвеће (1904-1905). У периоду 1904-1906. године уређивао забавни месечник Илустровани гласник, првобитно у Прагу, а потом у Новом Саду. Из Чешке се преселио у Нови Сад 1905. године. За кратко време покренуо два листа: Новости (1905-1906) и Новосадске новине (март-септембар 1907). У октобру 1907. прелази у Београд, где је сарађивао у Београдским новинама и био дописник немачких (Die Zeit, Wochige Zeitung) и чешких (Lidové noviny, Národní politika) листова. У Војводину се враћа 1912. године. За време Балканских ратова објављивао Илустровану ратну хронику. Потом сарађује са листом радикалских дисидената Српство и оснива Српски свет (1913-1914).
Након завршетка Првог светског рата био је један од обновитеља и организатора Српског народног позоришта у Новом Саду. У овој установи обављао је дужност драматурга, секретара (у два наврата, 1918-1919. и 1925-1926) и председника (1924-1925) Друштва за СНП.
Од 1920. до 1922. уређивао је недељни лист Дунав, у кoме је као дисидент Радикалне странке заступао идеје Стојана Протића о државном уређењу.
Последњу деценију живота провео на функцији библиотекара Матице српске (1922-1932). Обављао је и послове секретара Матичиног Књижевног и Научног одељења, а 1923. му је поверено уређивање 101. књиге Летописа Матице српске.
Као библиотекар покренуо је Културни пресбиро, обавештавајући јавност о културним догађањима у Војводини, а нарочито у Матици српској.
Био ожењен Даринком, библиотекарском помоћницом у Матичиној библиотеци.
Сахрањен је на Алмашком гробљу у Новом Саду.